# Acanthocladus moyanoi
Acanthocladus moyanoi es una especie de Magnoliopsida del género Acanthocladus, de la familia Polygalaceae, del orden Fabales.

## Distribución
Acanthocladus moyanoi se distribuye por Argentina (Chubut).

## Taxonomía
Fue descrita científicamente por Speg.. Fue publicado por primera vez en Speg. (1897). In: Revista Fac. Agron. Univ. Nac. La Plata 3: 595.